# 索菲亞市鎮
索菲亞市鎮（直译：首都市镇），是保加利亞西部索菲亞市州的唯一市鎮，行政中心为索菲亞。市镇面積为1,348.9平方公里，2011年人口1,291,591，人口密度每平方公里957.5人。
42°41′51″N 23°19′25″E / 42.6976°N 23.3236°E